# Нове Ірикеєво
Нове Ірикеєво (рос. Новое Ирикеево) — селище в Цильнинському районі Ульяновської області Російської Федерації.
Населення становить 22 особи. Входить до складу муніципального утворення Мокробугурнинське сільське поселення.

## Історія
Від 2004 року входить до складу муніципального утворення Мокробугурнинське сільське поселення.

## Населення
| 2010 |
| ---- |
| 22   |